# Lê Tuấn
Lê Tuấn (chữ Hán: 黎峻, 1818- 1874) là một nhà khoa bảng, nhà ngoại giao và quan đại thần của Nhà Nguyễn. Ông đỗ Hoàng giáp vào năm 1853 và làm quan cho triều đình Huế trong 21 năm, trải qua nhiều vị trí quan trọng như Kinh lược sứ Bắc Kỳ, Thượng thư Bộ Hình, Phó tổng tài Quốc sử quán, Chánh sứ Toàn quyền Đại thần ký hoà ước với Pháp, ông cũng từng được cử làm chánh sứ đi sứ Nhà Thanh.
Sau khi qua đời, vua Tự Đức đã truy phong cho ông chức Hiệp biên Đại học sĩ (hàm Nhất phẩm), sai hoàng tử trưởng là Nguyễn Phúc Ưng Chân đến tế. Bài vị được thờ tại Đền Hiền Lương - nơi thờ tự trung thần có công phù trợ các vua Nhà Nguyễn.

## Cuộc sống đầu đời
Lê Tuấn sinh năm Mậu Dần - 1818, dưới thời vua Gia Long, tại Mỹ Lụ, tổng Hà Trung, huyện Hà Hoa, nay là xã Kỳ Văn, huyện Kỳ Anh, Hà Tĩnh. Ông nổi tiếng thông minh từ nhỏ. Tuy bố mẹ làm nghề nông, nhưng anh em của ông đều hiếu học và đỗ đạt cao. Năm 1842, anh trai của ông là Lê Đức đỗ Phó bảng, đến năm 1844, một người anh khác là Lê Doãn đỗ cử nhân. Sau này con của Lê Tuấn là Lê Nhất Hoàn cũng đậu cử nhân vào năm 1873, vì thế mà Sách Quốc triều khoa bảng lục đã chép rằng: "Lê Tuấn: cha, con, anh, em cùng thi đậu".

## Đỗ đạt và đường quan lộ
Lê Tuấn đậu Tú tài năm 1842 và đậu Cử nhân năm 1851. Tại kỳ thi Đình năm Quý Sửu - 1853, niên hiệu Tự Đức thứ 7, lấy đỗ 7 tiến sĩ và 5 phó bảng, trong đó Lê Tuấn đỗ Nhị giáp Tiến sĩ (Hoàng giáp) và được bổ làm Hàn lâm Viện tu soạn (翰林院修撰, Hanlin Senior Compiler) trật Tòng lục phẩm, giữ việc khởi thảo, nhất là các bản thảo về quốc sử, thực lục. Đây là chức quan xếp thứ 5 trong biên chế Hàn lâm viện. Từ thời vua Thiệu Trị (1841), chỉ có những Tiến sĩ đệ nhị giáp mới được bổ làm Hàn lâm Viện Tu soạn. Sau đó Lê Tuấn được bổ làm Tri phủ Nghĩa Hưng, rồi về kinh sư làm Giám sát ngự sử.
Năm 1859, niên hiệu Tự Đức thứ 12, Lê Tuấn được triều đình giao nhiệm vụ khơi đào lại nhiều đoạn kênh trên lộ tuyến đường thủy từ Huế ra Bắc Thành trong đó có kênh Rác và kênh Thần Đầu. Năm 1863, ông được thăng Án sát sứ Nam Định (trật Chánh tứ phẩm), sau thăng làm Bố chính sứ Thanh Hoá (trật Chánh tam phẩm).
Năm 1868, niên hiệu Tự Đức thứ 21, Lê Tuấn được bổ làm Hàn lâm viện trực học sĩ (trật Chánh tam phẩm) xếp cao thứ 2 trong Hàn lâm viện và sung làm Chánh sứ đi sang Nhà Thanh, lúc trở về thăng làm Tham tri Bộ Hình (trật Tòng nhị phẩm), sau thăng đến chức Thượng thư, sung Bắc Kỳ thị sứ kiêm Kinh lược Đại thần (trật Tòng nhất phẩm).
Năm 1871, niên hiệu Tự Đức thứ 24, Lê Tuấn được cử đến các tỉnh biên giới phía Bắc của Đại Nam để đánh dẹp thổ phỉ. Về việc này Đại Nam liệt truyện chép: "Bây giờ ở biên giới Bắc kỳ, bọn thổ phỉ tràn ở Quảng Yên, giặc biển cũng tụ tập làm trở ngại, vua cho Lê Tuấn sung Khâm sứ bắc kỳ thị sự lại kiêm Kinh lược đại thần. Lê Tuấn đăng sớ nói về tình hình giặc và tâu bày công việc xếp đặt về sau ở các tỉnh ven biển, tất cả có 9 điều, được nhà vua đánh giá rất cao, Lê Tuấn thường mang một đạo quân lẻ loi vào sâu nơi trọng địa, giặc đột nhiên đến vây. Mọi người đều kinh hoàng, nhưng Lê Tuấn sắc vẫn bình tĩnh như thường, từ từ trù tính kế hoạch, cuối cùng cũng giải được vòng vây, vua nghe tin khen ngợi." Ông cùng với Hoàng Tá Viêm soạn tập tâu nhận định toàn diện về các tỉnh biên giới phía Bắc được vua Tự Đức đánh giá cao.
Năm 1873, niên hiệu Tự Đức thứ 26, Lê Tuấn được cử làm Chánh sứ Toàn quyền Đại thần cùng Phó sứ Nguyễn Văn Tường (tạm mang hàm Tham tri), Nguyễn Tăng Doãn (Hồng lô tự khanh, sung làm Tham biện) đàm phán với Pháp về Hòa ước Giáp Tuất, trong quá trình hòa đàm thì ông bị bệnh nặng. Vua Tự Đức sai thầy thuốc đến chữa, sai Trung sứ mang thuốc vào. Lê Tuấn xin đổi người làm chánh sứ nhưng vua Tự Đức không đồng ý. Ngày 28 tháng Giêng năm Giáp Tuấn (1874), chỉ 2 ngày sau khi ký hòa ước, Lê Tuấn mất tại Sài Gòn, Nam Kỳ thuộc Pháp.

## Qua đời
Lê Tuấn mất vào ngày 17/03/1874, chỉ sau 2 ngày Hòa ước Giáp Tuất được ký kết, ông hưởng dương 57 tuổi. Theo sử sách của triều Nguyễn thì Lê Tuấn chết vì bệnh hầu tì. Tuy nhiên sử gia Trần Văn Giàu cho biết Lê Tuấn sau khi ký hòa ước vì quá uất hận nên uống thuốc độc tự vẫn. Ngày 06/04/1874, chuẩn đô đốc Pháp Krantz thay thế Dupré đã đưa tàu thủy hộ tống linh cữu của ông và sứ bộ về Huế.
Sau khi hay tin Lê Tuấn qua đời tại Sài Gòn, vua Tự Đức vô cùng tiếc thương, truy tặng ông chức Hiệp biên Đại học sĩ (hàm Nhất phẩm), rồi ban vàng, lụa để lo việc tang lễ. Khi linh cữu của ông về đến kinh đô Huế, vua Tự Đức đã làm bài điếu văn và sai hoàng tử trưởng là Ưng Chân (sau là vua Dục Đức) đến tế để tỏ lòng đặc ân. Trong bài văn tế có câu  "Trẫm đặc chuyết tương tri chí tình vì sổ ngôn, điện sổ trản dĩ tận quân thần thủy chung" (Trẫm nghĩ đến mối tương tri viết vài lời, rót mấy chén để tỏ cái nghĩa vua tôi có trước có sau). Bài vị của ông được triều đình ân vinh thờ ở đền Hiền Lương, đồng thời ban chiếu chỉ cho xây dựng đền thờ tại quê nhà.
Mộ phần của Lê Tuấn được táng tại xứ Động Am nay là xã Kỳ Hoa thuộc thị xã Kỳ Anh, tỉnh Hà Tĩnh. Đền thờ ông được xây dựng năm Giáp Ngọ (1894) gồm thượng điện và trung điện tại xóm Thanh Sơn, xã Kỳ Văn, huyện Kỳ Anh ngày nay. Tại đến thờ của ông, hiện còn lưu giữ nhiều hiện vật như: thước lỗ ban, biển tiến sĩ, đại tự bằng chữ Hán, biển vinh quy bái tổ, trong đó đáng chú ý là bức ảnh Lê Tuấn được vẽ truyền thần từ thế kỷ XIX, được cố Bộ trưởng Ngoại giao Xuân Thủy sao chụp lại về tặng cho gia đình nhân chuyến đi công tác ở Paris, Pháp. Năm 2008, Đền thờ Thượng thư Lê Tuấn được UBND tỉnh Hà Tĩnh công nhận là di tích văn hoá lịch sử cấp tỉnh và cho trùng tu, tôn tạo.

## Chiếc ấn của Lê Tuấn tại Sài Gòn
Hiện nay, tại Bảo tàng thành phố Hồ Chí Minh còn lưu giữ chiếc ấn duy nhất bằng ngà voi của triều Nguyễn là Khâm sứ Đại thần quan phòng (ấn của quan lớn đảm trách việc giao thiệp với nước ngoài). Mặt ấn bên phải khắc dòng chữ Hán: Tự Đức Nhị thập lục niên (Tự Đức năm 26 - 1873), bên trái có dòng chữ Hán: Nhuận lục nguyệt cát nhật tạo (được làm vào ngày tốt tháng 6 nhuận). Mặt ấn khắc 6 chữ Hán kiểu chữ triện: Khâm sứ đại thần quan phòng. Nếu chiếu theo nội dung và chức danh của chủ nhân ghi trên ấn triện thì có thể khẳng định là của Khâm sứ đại thần Lê Tuấn, người phụng mệnh vua Tự Đức vào Sài Gòn, cũng là người đại diện triều đình ký bản Hòa ước Giáp Tuất (1874).

## Tác phẩm
Trước tác của Lê Tuấn hiện chỉ còn hai quyển "Yên thiều bút lục" (văn) và "Như thanh nhật ký" (sử - văn) viết khi ông đi sứ Nhà Thanh về. Ngoài ra, ông còn làm Phó Tổng tài Quốc sử quán, tham gia biên soạn bộ sử Đại Nam thực lục chính biên (Đệ tam kỷ - Quyển thủ), là bộ sử chính thống của Nhà Nguyễn.